# Peter Gregg

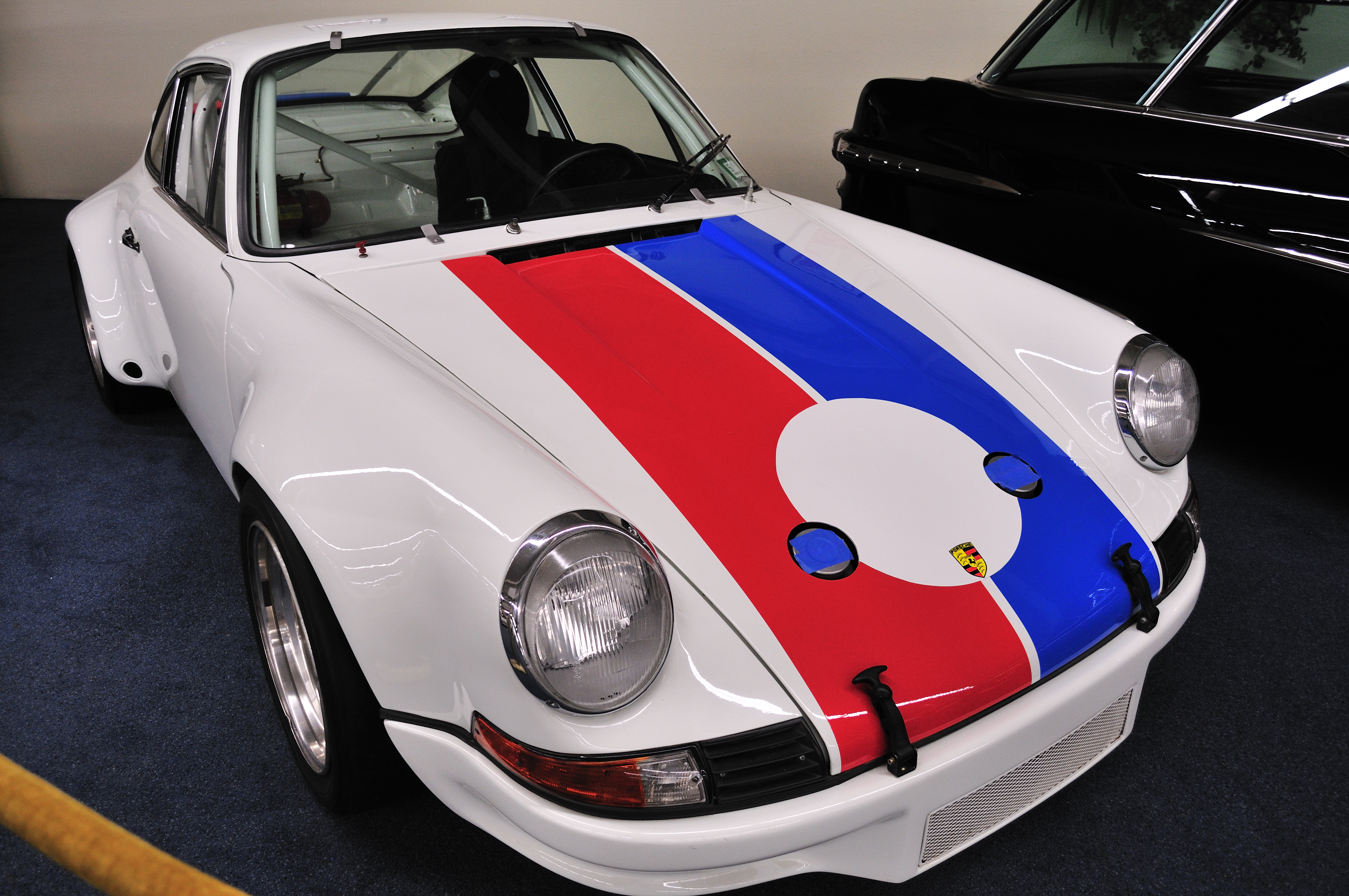
Porsche 911 Carrera RSR 1973 de Peter Gregg

Peter Gregg (4 de mayo de 1940, Nueva York, Estados Unidos – 15 de diciembre de 1980) fue un piloto y dueño de equipo de automovilismo de velocidad estadounidense. Obtuvo seis títulos y 39 victorias en el Campeonato IMSA GT, destacándose las 24 Horas de Daytona de 1973, 1975, 1976 y 1978, y las 12 Horas de Sebring de 1973. Además, fue bicampeón de la Trans-Am, y finalizó tercero absoluto en las 24 Horas de Le Mans de 1977 y 1978. Gregg es apodado "Peter Perfecto" por su personalidad perfeccionista y detallista.

## Carrera deportiva
Luego de competir a nivel amateur, en el año 1965 Gregg compró Brumos Porsche, un concesionario de la marca alemana Porsche en Jacksonville, a los que sumaría otros concesionarios tiempo después. En 1967 fue campeón de la división sudeste del Sports Car Club of America en dos clases. Gregg disputó la clase 2,0 litros de la Trans-Am en 1967 con un Porsche 911. Ganó dos carreras ese año, obtuvo un triunfo de clase en las 24 Horas de Daytona de 1968, y consiguió el título en 1969 con seis triunfos. También en 1969, obtuvo el título nacional del SCCA en la clase B Sedan.
Gregg comenzó a disputar la clase mayor de la Trans-Am en 1971 con un Ford Mustang del equipo de Bud Moore, como compañero de equipo de George Follmer. En 1972 resultó octavo en la CanAm con un Porsche 917/10 de su propio equipo, y obtuvo dos triunfos en la clase 2,5 litros de la Trans-Am con un Datsun 510.
El piloto fue campeón de la Trans-Am en 1973 y 1974, en este caso con un Porsche 911 de su propio equipo Brumos, y fue subcampeón en 1977 con un Porsche 934. Simultáneamente, consiguió el Campeonato IMSA GT en la clase GTU en 1971 (cinco victorias), la clase GTO en 1973 (seis victorias), 1974 (cuatro victorias) y 1975 (cuatro victorias), y la clase GTX en 1978 (nueve victorias) y 1979 (ocho victorias).
El equipo oficial Porsche había contratado a Gregg para disputar las 24 Horas de Le Mans de 1980 con un Porsche 924 junto a Al Holbert, pero tuvo una lesión en un siniestro vial y no pudo competir en la carrera. Semanas después, obtuvo la habilitación para disputar las 250 Millas Paul Revere de Daytona. No obstante, comenzó a padecer migrañas y visión borrosa, de modo que la IMSA no le permitió volver a correr. En diciembre de ese año, Gregg se suicidó con un balazo en la cabeza a la edad de 40 años.
Deborah Gregg, con quien se había casado nueve días antes, heredó sus concesionarios y su equipo de carreras, ayudada por Hurley Haywood. Ella se convirtió en piloto del equipo Brumos en la Trans-Am. Simon Gregg, hijo de ambos, también compitió profesionalmente.